# ラジアン毎秒
ラジアン毎秒（ラジアンまいびょう、記号: rad/s）は、国際単位系(SI)における角速度・角周波数の単位である。
ラジアン毎秒は、1秒間に1ラジアンの角速度・角周波数と定義される。ラジアンの定義から、1回転毎秒（1ヘルツ）は 2π ラジアン毎秒となる。
- 1ラジアン毎秒 = 180/π 度毎秒 ≈ 57.29578 度毎秒
- 1度毎秒 = π/180 ラジアン毎秒 ≈ 0.017453 ラジアン毎秒

- 1ラジアン毎秒 = 1/2π 回転毎秒 ≈ 0.15915 回転毎秒
- 1回転毎秒 = 2π ラジアン毎秒 ≈ 6.2832 ラジアン毎秒

- 1ラジアン毎秒 = 30/π 回転毎分 ≈ 9.5493 回転毎分
- 1回転毎分 = π/30 ラジアン毎秒 ≈ 0.10472 ラジアン毎秒

- 2πラジアン毎秒 = 1ヘルツ(Hz)
- 1ラジアン毎秒 ≈ 0.159155 Hz

## 符号位置
| 記号 | Unicode | JIS X 0213 | 文字参照          | 名称         |
| ---- | ------- | ---------- | ----------------- | ------------ |
| ㎮   | U+33AE  | -          | &#x33AE; &#13230; | ラジアン毎秒 |